# Courtney Act
Shane Jenek, född 18 februari 1982, mer känd under sitt artistnamn Courtney Act, är en australisk dragqueen, popsångare och underhållare. Som Courtney Act tog sig Jenek till semifinal i Australian Idol 2003 och var den tredje sångaren i tävlingen att släppa en solosingel, efter Guy Sebastian och Shannon Noll. Singeln, "Rub Me Wrong", släpptes 2004 och nådde plats 29 på ARIA:s singellista. Courtney Act var även en av finalisterna i sjätte säsongen av RuPauls dragrace jämte Adore Delano, där Bianca Del Rio tog hem vinsten.
Act har efter Drag Race deltagit flera andra reality-program. 2018 vann Act säsong 21 av Celebrity Big Brother UK och kom 2019 tvåa i australiska Dancing with the Stars. 2023 var hon med på Masked Singer Australia som Cow Girl.
Courtney Act är också med i trion The AAA Girls tillsammans med Willam Belli och Alaska Thunderfuck.

## Television
| År   | Titel                   | Roll                      | Kommentar                                                      | Ref.   |
| ---- | ----------------------- | ------------------------- | -------------------------------------------------------------- | ------ |
| 2000 | Snick Flicks            | sig själv (programledare) | Sändes på Nickelodeon Australia i 6 månader på lördagar.       | [ 4 ]  |
| 2003 | Australian Idol         | sig själv (tävlande)      | säsong 1 - på delad trettondeplats.                            | [ 5 ]  |
| 2010 | Sleek Geeks             | sig själv                 | Säsong 2, avsnitt 8: "Wee Across the World"                    | [ 6 ]  |
| 2012 | Are You There, Chelsea? | sig själv                 | Avsnitt 8: "Dee Dee's Pillow"                                  | [ 7 ]  |
| 2012 | I Will Survive          | sig själv                 | Avsnitt 4                                                      | [ 8 ]  |
| 2014 | RuPauls dragrace        | sig själv (tävlande)      | säsong 6 - finalist                                            | [ 9 ]  |
| 2014 | Candidly Nicole         | sig själv                 | Avsnitt 2                                                      | [ 10 ] |
| 2019 | Australia Decides       | sig själv (tävlande)      | Australiens eurovision, låten Fight for love, fjärde placering | [ 11 ] |
| 2019 | Dancing with the Stars  | sig själv (tävlande)      |                                                                | [ 12 ] |